# 073型中型登陆舰
073型中型登陆舰，是首开门短首楼、遮蔽式高坦克甲板、柴油机双螺旋桨推进的中型坦克登陆舰。该型舰的主要任务是在渡海登陆作战中输送登陆部队在滩头直接登陆，协助布雷舰在近海范围内布设防御水雷，并能担任运输任务。具有结构简单、使用方便、造价低廉的特点，可在二、三线船厂大量建造。曾服役北海舰队练习舰大队，后改为干扰舰，现已退役。

## 研制背景及制造过程
20世纪60年代前期，为了准备解放台湾的任务，中國海军急需大中型登陆舰。1963年5、6月间，总后和海军装备部分别提出了150吨装载量中型登陆舰战术技术任务书（草案），工业部门将研制任务下达给了708所。经过研究所对任务书草案的修改，1965年5月，总参批准了这一任务书，设计代号为073。其主要任务是在海上运送登陆部队及其装备、物资在敌岸登陆，辅助任务是协同布雷舰在近海范围内布设水雷和担任平时运输任务。
1965年9月就完成了技术设计，并于1966年10月在大连造船厂完成了施工设计。1966年11月，073型首舰在大连造船厂开工建造，1967年7月上船台，1969年8月下水，1969年11月至12月进行了包括登、退滩在内的扩大试验，并于12月交船。1970年，该舰进行了远航试验，从大连启航，最远到达重庆，往返7000余千米。
但是，在试航中，073型舰的振动问题十分严重，而且由于主机换向装置不可靠，导致该舰有时只能前进不能后退，这显然是无法正常使用的。为了解决这些问题，设计建造单位又设法对舰体进行了较大幅度的改装，改动了舰体的力学结构。由于工程较大，再加上当时形势的影响，1975年才改装完毕。

## 装备情况
904（073首舰，仅一艘）

## 装备性能
- 主尺寸：长69米，宽10.5米，
- 排水量：850吨
- 动力：2台仿制的D－39型柴油机，单台功率1617.6千瓦
- 航速：最大15节
- 续航力：1200海里
- 编制：75人
- 运载力：3辆59式或69式主战坦克、6辆62式轻型坦克、6门85毫米中口径陆炮或一个100多人的步兵加强连
- 武器：
  - 2座61式双管37毫米舰炮
  - 2座61式双管25毫米舰炮

## 參照
- 中國人民解放軍海軍軍艦列表